# 1903 في الجزائر
الأحداث من عام 1903 في الجزائر.